# Lígdamis de Naxos
Lígdamis (en griego antiguo: Λύγδαμις) fue un tirano de Naxos, una de las islas Cícladas, durante el tercer cuarto del siglo VI a. C.
Fue inicialmente miembro de la oligarquía de Naxos. En el 546 a. C. apoyó el desembarco de Pisístrato en Maratón (Grecia), consiguiendo su restauración como tirano de Atenas.
El año siguiente Lígdamis, aprovechando el descontento por la concentración de la riqueza en manos de los oligarcas, derribó la oligarquía con la ayuda de Pisístrato convirtiéndose también en tirano. Aseguró su posición desterrando a sus potenciales rivales y extendió su dominación sobre la isla vecina de Paros.

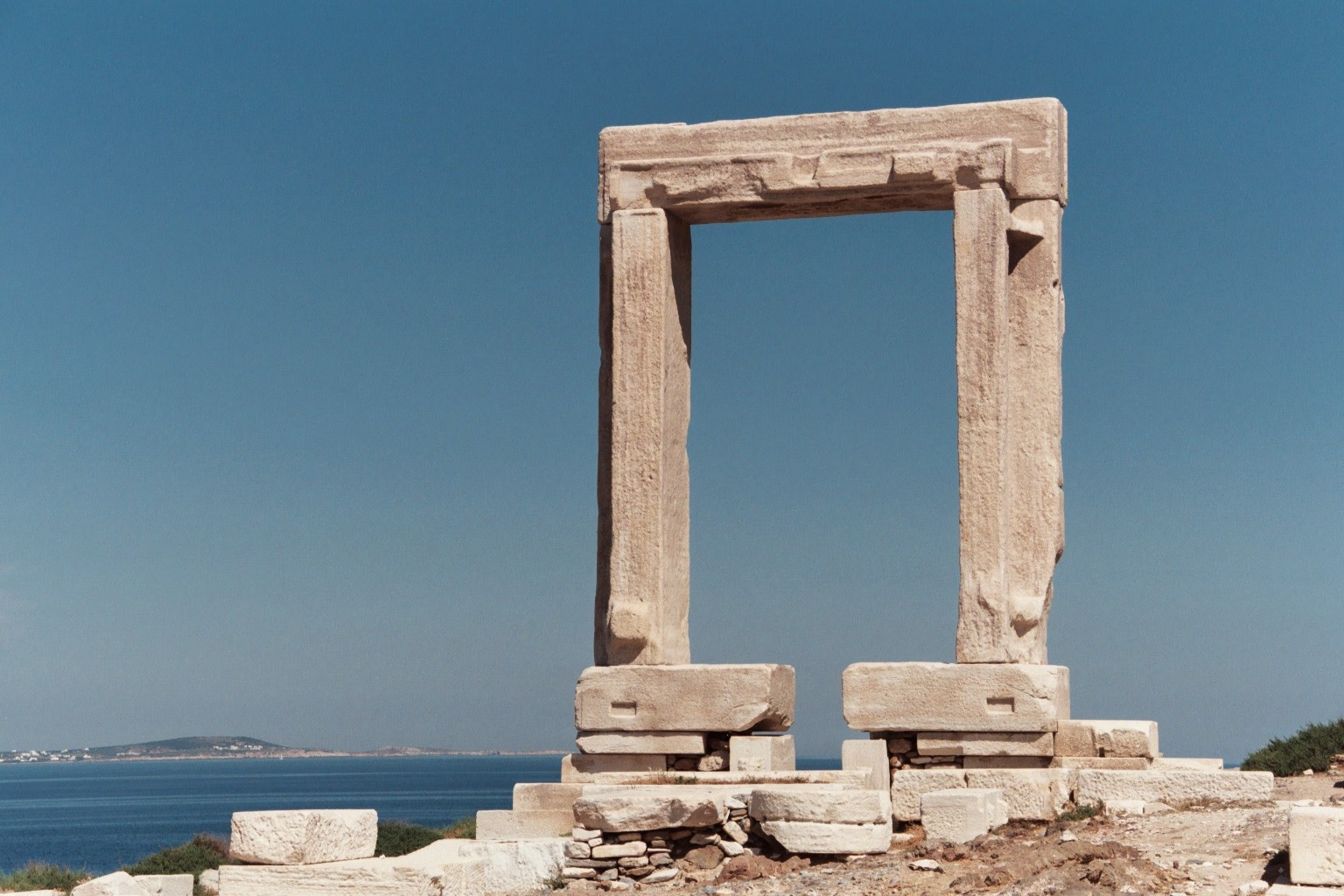
La Portara, el dintel del templo de Apolo de Naxos construido por Lígdamis.

Lígdamis envió mercenarios para ayudar a su aliado Polícrates, el poderoso tirano de Samos, en su campaña contra Mileto y Mitilene. Lígdamis emprendió también un ambicioso programa de construcciones, y en el 530 a. C. comenzó la edificación de un enorme templo dedicado a Apolo que nunca fue terminado. La Portara, el dintel del templo, es en la actualidad uno de los monumentos más significativos de Naxos.
En año 524 a. C. un ejército de Esparta derribó la tiranía de Lígdamis. Naxos siguió prosperando en los años inmediatamente posteriores bajo una nueva oligarquía.